# Kristine Valdresdatter
Kristine Valdresdatter är en norsk svartvit stumfilm (drama) från 1930. Filmen är den sista norska stumfilmen och regisserades av Rasmus Breistein. I titelrollen ses Aase Bye.

## Handling
Varje år kommer Lord Wakefield till Vang i Valdres för att fiska lax. Han tar in på storgården Solbjør som ägs av länsman Erik Solbjør. Lorden träffar den vackra Anne och blir förälskad i henne. Våren efter föder hon en dotter och i sin förtvivlan lägger hon barnet på trappen till Solbjør och kastar sig därefter i vattnet och drunknar.
Erik tar hand om flickan och uppfostrar henne som om hon vore hans egen. Han döper henne till Kristine Valdresdatter. Under uppväxten fattar Kristine tycke för skolkamraten Harald. I vuxen ålder blir Harald svår att tas med och super och slåss. Kristine försöker utan framgång få honom på andra banor. Harald är en duktig speleman och drar ut på vägarna. Kristine följer med Lord Wakefield över till England där hennes vackra sångstämma utvecklas. Hans stora dröm är att höra henne sjunga i Vangs kyrka. Kristine och Harald kan dock inte glömma varandra utan inleder en brevväxling. Harald skriver att han har slutat dricka och en sommar möts de igen hemma i Vang. Lord Wakefield är också där. Han blir allvarligt sjuk och på sin dödsbädd berättar han för Kristine att det är han som är hennes far och att han har gjort henne till arvinge.

## Rollista
- Aase Bye – Kristine
- Tore Foss – Harald Bergli
- Rasmus Rasmussen – Erik Solbjør, länsmannen
- Harald Schwenzen – Lord Wakefield
- Kristian Aamodt – Anton Møller
- Carl Hagerup Aspevold – Ola Vik, Storeviken
- Sigurd Eldegard – Peder Bergli
- Per Haldor – Harald som barn
- Signe Johansen – Kristine som barn
- Emma Juel – Erik Solbjørs fru
- Ole Leikvang – lärare
- Peter Leirah – prästen
- Tora Leirah – prästhustrun
- Helga Balle Lund – Anne, mjölkare
- Mildred Mehle – en bondflicka
- Signe Ramberg – Kari Fjellstugu
- Ørnulf Øiseth – Tolleif, en bondpojk

## Om filmen
Kristine Valdresdatter är regissören Rasmus Breisteins femte filmregi och hans sista stumfilm. Filmen var den sista stumfilmen som producerades i Norge. Den bygger på Hans Andersen Foss roman Kristine: En fortælling fra Valdres (1886) som omarbetades till filmmanus av Breistein. Den producerades av Breistein och filmades och klipptes av Gunnar Nilsen-Vig. Nilsen-Vig stod även för scenografin. Musiken komponerades av Adolf Kristoffer Nielsen och medföljde filmen som ljudspår. Filmen hade premiär den 26 december 1930 i Norge.